# フォート・ブロックの決斗
『フォート・ブロックの決斗』（フォート・ブロックのけっとう、These Thousand Hills)は、1959年に公開されたアメリカ合衆国の西部劇映画。名作『シェーン』の脚本家でピューリッツァー賞作家のA・B・ガスリー・Jrの同名小説を原作にしている。監督はリチャード・フライシャー、脚本はアルフレッド・ヘイズ。出演はドン・マレー、リチャード・イーガン、リー・レミックなど。
撮影はメキシコのソンブレレテの町のあるシエラデオルガノス国立公園で撮影された。

## キャスト
- ラット：ドン・マレー
- イエフ：リチャード・イーガン
- カリー：リー・レミック
- ジョイス：パトリシア・オーウェンズ
- トム：スチュアート・ホイットマン（日本語吹替：大塚周夫）
- コンラッド：アルバート・デッカー
- バトラー：ハロルド・ストーン
- カーマイケル：ロイヤル・ダノ

※日本語吹替：テレビ版・初回放送1969年5月17日『土曜映画劇場』